# الخندق
الخندق یک منطقهٔ مسکونی در سودان است.